# Рональд Роусон
Рональд Роусон (англ. Ronald Rawson; 17 червня 1892 — 30 березня 1952) — британський боксер, олімпійський чемпіон 1920 року. 

## Аматорська кар'єра
Олімпійські ігри 1920
- 1/4 фіналу. Переміг Самуеля Стюорта (США)
- 1/2 фіналу. Переміг Хав'єра Елуере (Франція)
- Фінал. Переміг Сорена Петерсона (Данія)